# Alanowie

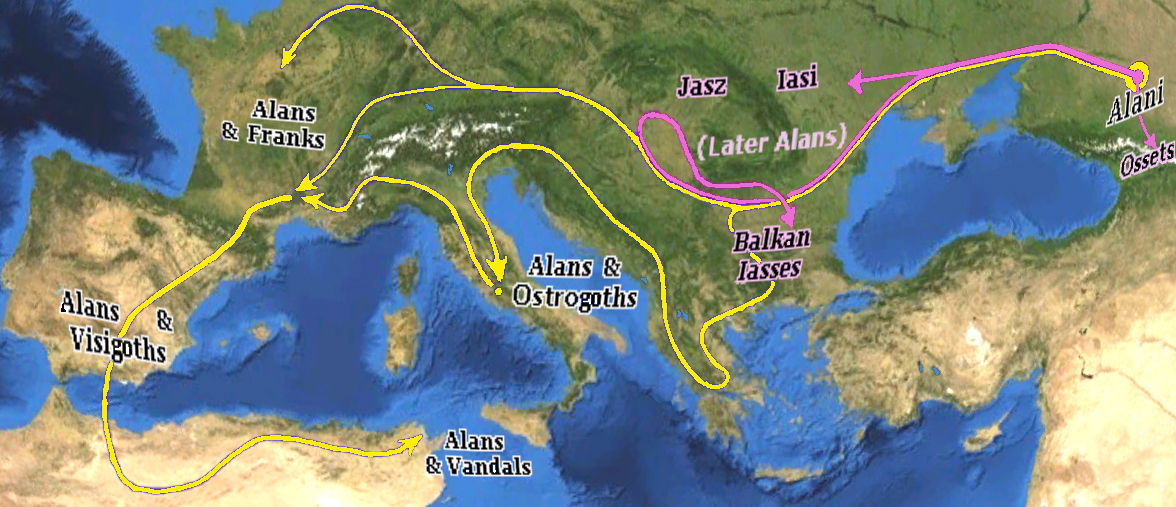
Migracje Alanów

Alanowie (Halanowie, Tanaitowie lub Asowie; gr. Αλανοί, chiń. 阿蘭聊; pinyin Ālánliáo, także chiń. 奄蔡 Yǎncài z II w. i 阿蘭 Alan z III w.) – lud irański uczestniczący w wielkiej wędrówce ludów, spokrewniony ze Scyto-Sarmatami.

## Historia

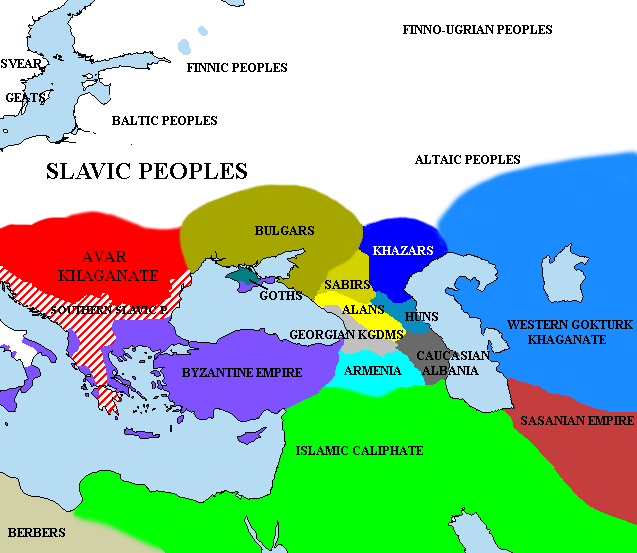
Mapa pokazująca
w linii=taktereny zajmowane przez Alanów w okolicach Kaukazu ok. 650 roku

Historię Alanów należy rozpatrywać przez pryzmat Sarmatów, którzy pojawiają się pod nazwą Sauromatów już w V w. p.n.e. Wiemy, że w IV w. p.n.e. Sauromaci utworzyli nowy, potężny związek plemienny, składający się z pokrewnych plemion, które składać się miały również z ludności napływowej ze wschodu, a od III w. p.n.e. występowali już pod nazwą Sarmatów. 
Stopniowo wśród Sarmatów wyodrębniały się poszczególne wielkie plemiona m.in. Alanowie, Aorsowie, Jazygowie, Syrakowie i Roksolanowie (nie brak autorów, którzy Roksolanów traktują jako inną/starszą nazwę właśnie Alanów, zresztą i nazwa etniczna Alanowie w historii bywała używana jako nazwa nadrzędna innych mniejszych plemion). Spośród plemion sarmackich to właśnie dzieje Alanów poznano najlepiej, gdyż najdłużej utrzymywali się na arenie wydarzeń historycznych.

### Pierwsze źródła
Pierwsza wzmianka o Alanach pochodzi z I wieku n.e. Byli ludem pasterskim zajmującym się hodowlą koni. Żyli na północ od Kaukazu, pomiędzy rzekami Don i Wołga, a Morzem Azowskim. Chińska Kronika Późniejszej Dynastii Han (26–211 n.e.) wspomina, że Yǎncài (Aorsów) przemianowano na Ālánliáo, co związane było prawdopodobnie z utratą przynajmniej części niezależności pierwszych na rzecz drugich. Jednocześnie w zachodnich źródłach przestano wymieniać Aorsów, a spotkać można nazwy Alanorsów (Alanorsi – Ptolemeusz i Strabon) oraz „Zachodnich”/„Białych” (nazwą „biały” określano zachód lub zachodni odłam jakiegoś plemienia, czarny oznaczał północ, czerwony południe) Alanów – być może Aorsów podporządkowanych już Alanom.
W połowie I wieku n.e. Alanowie objęli prymat wśród plemion wschodniosarmackich. W 68 r. czytamy o Alanach przebywających w pobliżu Morza Azowskiego, z początkiem II w. podbili całe dawne terytorium Aorsów i część ziem Syraków, spowodowało to też wybudowanie fortyfikacji przez miasto Tanais. Nad dolnym Dniestrem i w Besarabii znaleziono groby książąt syrackich (niemal tak samo wyposażonych jak analogiczne odkryte na Kubaniu) co potwierdzać może fakt wyparcia części Syraków na zachód, na ziemie później zajęte przez Gotów. Opór stawiony przez Aorsów spowodował skierowanie aktywności Alanów na południe. 
Józef Flawiusz wspomina o wyprawie Alanów w I w. na tereny obecnego irańskiego Azerbejdżanu i Armenii, wspomina on o Alanach, że liczne hordy ich uderzyły na nic nie przeczuwających Medów i splądrowały kraj gęsto zasiedlony i zasobny we wszelakie rodzaje bydła, a nikt nie odważył się stawić im oporu. Natomiast król Medów Pakorus zbiegł ze strachu w niedostępne ustronie, pozostawiając wszystkie swoje posiadłości na pastwę losu. Z trudem udało mu się wyrwać z rąk nieprzyjaciół żonę i nałożnicę, które wzięto do niewoli, za cenę stu talentów. Następnie Alanowie wkroczyli do Armenii, gdzie naprzeciw im stanął król Tiridates I, który złapany na arkan przez jednego z Alanów omal nie stracił życia. Alanowie spustoszyli te ziemie uprowadzając ogromną ilość jeńców i bogactw. Posuwając się wzdłuż Morza Kaspijskiego w latach 73–74 najeżdżali państwo Partów, a ok. 123 r. także wschodnie prowincje Cesarstwa Rzymskiego w północno-wschodniej Azji Mniejszej (opór stawił im Arrian namiestnik Kapadocji). Źródła z epoki wspominają o kolejnym rajdzie na południe ok. 133 roku.
Alanowie, którzy zamieszkiwali stepy nad dolną Wołgą, stanowili tyły ludności sarmackiej wycofującej się ze stepów azjatyckich pod naporem Hunów. Już wtedy byli niejednorodnego pochodzenia i stanowili konglomerat plemion podbitych lub dobrowolnie przyłączonych. Ammianus Marcellinus pisze, że Alanów (Halanów) znano wcześniej jako Massagetów: W wyniku kolejnych zwycięstw złamali oni stopniowo opór ludów, z którymi się potykali i objęli ich swą nazwą plemienną. Ludy te chociaż daleko od siebie zamieszkałe i wędrujące po rozległych obszarach […] wszystkie nazywano Halanami z powodu podobieństwa obyczajów, barbarzyńskiego trybu życia i rodzaju używanej broni.

### Udział w antyrzymskiej koalicji

#### Alanowie a Hunowie
W 374/375 zostali podbici przez Hunów, do których musieli się przyłączyć. Razem z Hunami wyparli Ostrogotów ze wschodniej Europy. Część Alanów jednak uciekła przed Hunami i w 380 została osiedlona przez cesarza Gracjana w Kotlinie Panońskiej (wraz Gotami i Hunami). Prawdopodobnie to ta część Alanów (według innej hipotezy chodziło o Alanów służących wraz z Hunami w armii rzymskiej) zawiązała koalicję z Wandalami, stąd też wyruszyli na podbój Galii, według Jordanesa na wezwanie Stylichona (co uważane jest za fałszywe pomówienie powtórzone później przez św. Hieronima) jednak w innym miejscu (Get. c.161) ten sam autor podaje, że przyczyną była obawa przed Gotami.

#### Uderzenie na linii Renu
Uważa się, że za Alanami, którzy wyprawili się na zachód kryli się w większości Jazygowie (Alanowie byliby tu nazwą albo nadrzędną nazwą konglomeratu plemion, albo nadrzędną nazwą etniczną, lub nazwą plemienia rządzącego, albo nazwą nośną; wzbudzająca szacunek, strach etc., używaną celowo podobnie inne typu Goci, Awarowie etc.).
W 402 roku Klaudian Klaudiusz wspomniał o wojskach posiłkowych z Windelicji i Noricum ściągniętych do walk z Wizygotami Alaryka w Recji (pod Pollentia), obok Wandalów wspomina również Alanów. Prawdopodobnie Wandalowie-Hasdingowie wysłali swoje wojska z dorzecza górnej i środkowej Cisy wraz Alanami posuwając się na zachód wzdłuż limesu rzymskiego, po drodze przyłączyli się do nich Swebowie (to pojęcie również ogólne, odnoszące się do niejednego ludu wschodniogermańskiego) – Kwadowie (jednak mogli to być również inni Swebowie ze środkowych Niemiec, którzy dołączyli później, tak jak Wandalowie-Silingowie). W noc sylwestrową (data ta podana przez  Prospera z Akwitanii budzi sporo zastrzeżeń) 406 roku przekroczyli wraz z Wandalami i Swebami (Swewami) zamarznięty Ren w pobliżu Moguncji i Wormacji, a więc w pobliżu ujścia Menu do Renu. Według Salwiana z Marsylii (De gubernetione Dei) najeźdźcy skierowali się początkowo przeciwko prowincji Germania Superior, następnie opanowali regio Belgarum i wreszcie Akwitanię.

#### Problem z Frankami
O wojskowym znaczeniu Alanów dla koalicji z Wandalami i Swebami (ale i wiarołomności części tego ludu) świadczy cytat Grzegorza z Tours z zaginionego dzieła Renatusa Frigeritusa, który podaje, że część Alanów pod wodzą Goara zdradziła i przeszła na stronę wroga, druga zaś pod wodzą Respendiala walczyła u boku Wandalów. Ze względu na niewielkie siły Rzymian nad Renem (według Notitia dignitatum odcinek od Trewiru do Moguncji broniło 11 niewielkich rzymskich garnizonów piechoty podległych duksowi Moguncji) ich sojusznikiem okazali się Frankowie: W tym czasie król Alanów Respendial oddalił się od Renu, gdy Goar przystąpił wraz ze swoim wojskiem do Rzymian, podczas gdy Wandalowie stoczyli bitwę z Frankami. Gdy ich król Godegisel zginął i prawie 20 tys. ludzi poległo w jednej bitwie, łatwo mógłby cały lud Wandalów zostać starty, gdyby im we właściwej chwili Alanowie z całą swą potęgą nie przybyli na pomoc.

#### Kampania w Galii
Orozjusz potwierdza, że rozstrzygająca bitwa rozegrała się na prawym, wschodnim brzegu Renu (Francos proterunt, Rhenum transeunt, Gallias invadunt – Franków zdeptali, Ren przekroczyli, Galię najechali), a po niej toczyli walki z Rzymem w Galii prawie 3 lata, od stycznia 407 do października 409, a następnie przekroczyli w roku 409 Pireneje i zaczęli podbój Hispanii, jednak część Alanów osiedliła się nad środkową Loarą w Galii, gdzie pozostali Burgundowie i Frankowie (w 440 r. części Alanów nadano ziemię w okolicach miasta Valentia nad Rodanem; obecnie Valence; a dwa lata później innej grupie nadano prowincję Galia Ulterior).

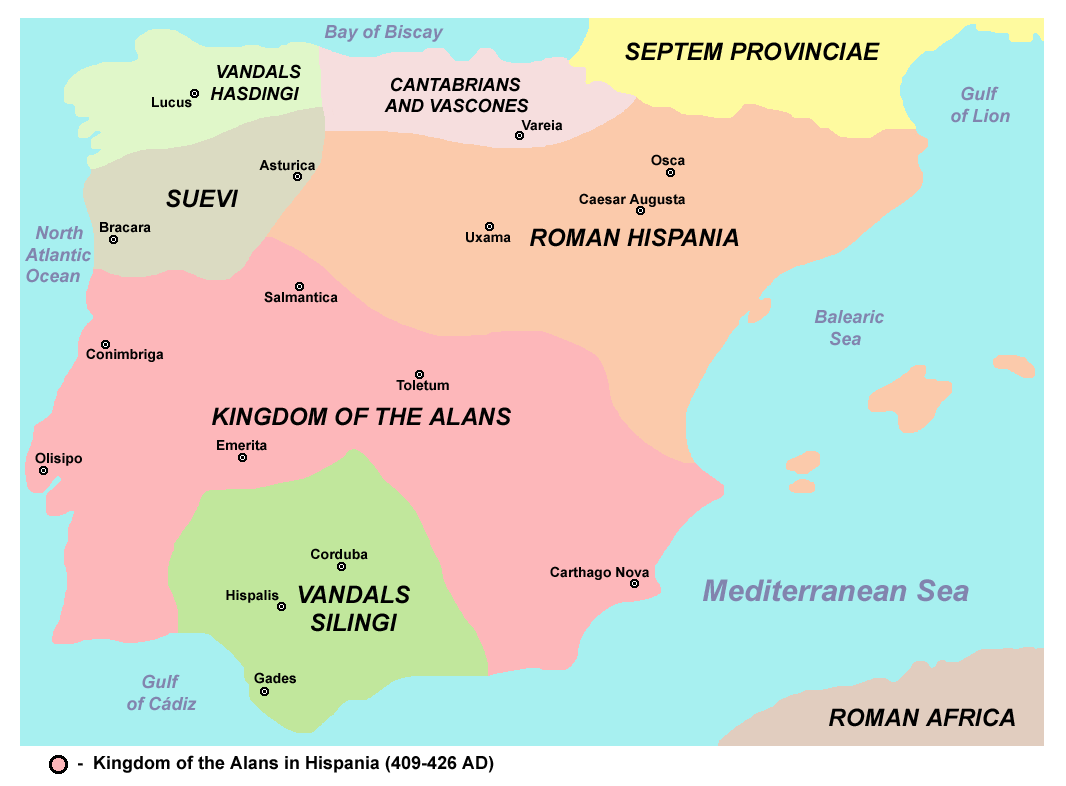
Królestwo Alanów na Półwyspie Iberyjskim w V wieku

Odejście z Galii Jordanes tłumaczy strachem przed Wizygotami, jednak wymarsz Wandalów, Alanów i Swebów kilka tygodni po żniwach 409 r. może sugerować, że powodem mogły być przeczuwane problemy aprowizacyjne, jeżeli plony, zwłaszcza w okresie wojen i najazdów, nie były pomyślne.

#### Działania w Hispanii
Cała zachodnia część Półwyspu Iberyjskiego wpadła w ręce tych trzech ludów. W 411 lub 412 dokonano podziału nowych terenów, według literatury z epoki zdecydowano się na losowanie (co jest mało prawdopodobne): Wandalowie-Hasdingowie i Swebowie osiedlili się w Galicji (pierwszym przypadła wschodnia, drugim zachodnia jej część), Wandalowie-Silingowie opanowali południową prowincję Betykę zwaną później Andaluzją, Alanowie zajęli największe obszary, tj. Luzytanię i Carthaginensis, co świadczy o tym, że w tym czasie dominowali w związku. Przy Rzymianach pozostał skrawek Tarraconensis. Według Orozjusza zaproponowali cesarzowi zawarcie pokoju na zasadzie sprzymierzonych.
Z racji słabości cesarstwa rzymskiego, wynikającego głównie z porażek na froncie, w tym czasie doszło do taktycznego porozumienia pomiędzy cesarzem Honoriuszem a najeźdźcami sankcjonującymi podział Hispanii, jednak Rzymianie nie zamierzali go zbyt długo honorować.

#### Rozłam wśródbarbaros
W 415 r. po śmierci Athaulfa, nowy król Wizygotów Wallia w zamian za 600 tys. miar zboża zobowiązał się do uwolnienia wdowy po Athaulfie Placydii (siostry cesarza) oraz do odbicia Hispanii z rąk barbarzyńców.
W 416 r. Wizygoci skierowali się przeciwko Silingom, których do 418 r. pokonano w Iberii. Po Silingach postanowili rozbić Alanów, którzy do tego momentu odgrywali wśród sprzymierzonych główną rolę. W 418 r. Wizygoci pokonali Alanów, a w walkach zginął król alański Addaks. Wojska tego ludu, podobnie jak Silingów podporządkowały się wtedy królowi Hasdingów Guntarykowi.

- Podział ziemi między zdobywców w 411 r. (Kronika, 49):

„Podzielili się całymi prowincjami, by w nich osiąść na stałe: Wandalowie (Hasdingowie/Asdingowie) zawłaszczyli Galecje (ob. Galicja), a Swebowie tę jej cześć, która nad samym brzegiem oceanu jest położona. Alanom przypadła Luzytania (ob. Portugalia) i Carthaginiensis (ob. Kastylia), Silingom (drugi odłam Wandalów obok Hasdingów) zaś Betyka (ob. Andaluzja). Hiszpanie, co w miastach i fortecach zamknięci przeżyli, poddali się i poszli na służbę barbarzyńców, którzy wszystkimi prowincjami władali”.
- Wojna z Wizygotami w l. 416–418 (Kronika, 89):

„Wszystkich Silingów w prowincji Betyce rozgromił król Walia. Alanowie, panujący nad Wandalami i Swebami, ponieśli z rąk gockich tak ciężkie straty, że po śmierci ich króla Addaksa ci nieliczni, co z życiem uszli, schronili się pod opiekę króla Hasdingów (Gunderyka), którzy osiedli w Galecji”.

#### Kontynuacja wojny z Rzymem
Alanowie zawarli unię personalną z Wandalami i towarzyszyli im w wyprawie do Afryki w 429 r., i współtworzyli tamtejsze państwo Wandalów. Stąd wywodzi się oficjalny tytuł królów wandalskich w Afryce: „król Wandalów i Alanów” (rex Wandalorum et Alanorum – który oficjalnie pojawia się dopiero w latach 477–484 za panowania Huneryka, jednak prawdopodobnie wszedł w życie niebawem po 418 roku i utrzymywał do końca istnienia państwa; jeszcze Gelimer według Prokopiusza z Cezarei używał tytułu Wandilon kai Alanon basileus, a na czarze znalezionej w miejscowości Fonzaso znajduje się napis Geilamir, Rex Vandalorum et Alanorum) – jednak całkowicie się wśród Wandalów rozpłynęli.
Uczestniczyli w słynnej bitwie na Polach Katalaunijskich zarówno po stronie Wizygotów/Rzymian (w liczbie około 7 tys. – byli to miejscowi Alanowie pod wodzą Sangibana, następcy Goara), jak i po stronie Hunów (według szacunków Alanowie wraz Hunami liczyli ok. 20–30 tys., czyli około 1/3 armii Attyli).

### Stosunki alańsko-awarskie i sukcesja
Do siedzących nad Kubaniem Alanów, którzy byli sojusznikami Bizancjum, po 550 r. zgłosiło się poselstwo Awarów widząc w nich potencjalnych sojuszników. Znamy imię króla Alanów – Sarosi/Saros (według Wiernadskiego to nie imię, a tytuł „Sar-i-os” z perskiego „król Osów” – tym bardziej, że identyczne „imię” u Alanów pojawia się też ok. 450 r.). Sarosi podjął się pomocy w nawiązaniu kontaktów pomiędzy Awarami a Bizancjum i pomógł ich posłowi w dostaniu się do Lazyki a stamtąd do Konstantynopola, dzięki czemu Awarowie zawarli ze wschodnim cesarstwem sojusz w 558 roku. Ponieważ Awarowie sprzeniewierzyli się treści układu i zamiast napaść na wrogów Bizancjum rozbijali kolejno jego sojuszników, tj. Sabirów, następnie Utigurów i Antów Alanowie nie mogli w tych warunkach dalej utrzymywać poparcia dla Awarów, a ci pozbawieni go nie mogli dłużej zatrzymać wojsk na Przedkaukaziu, przez co skierowali się na Bałkany. Wkrótce Alanowie dostali się pod władzę Turkutów, co wiemy z relacji poselstwa Walentyna do Turksanfa (Tanhan-chana), jednego z 8 książąt udzielnych chanatu, gdzie ten ostatni mówi m.in. Spójrzcie, nieszczęśni na ludy Alanów, a także na plemiona Utigurów, które ożywiał duch walki, które wierzyły niezachwianie w swoje siły i ośmieliły się przeciwstawić niezwyciężonemu narodowi tureckiemu, ale zawiodły się w swoich nadziejach. Za to znaleźli się w poddaństwie naszym, stali się naszymi niewolnikami.

### Stosunki z Chazarią
Alanowie, którzy przetrwali w górach Kaukazu, od VII w. byli poddawani misjom chrystianizacyjnym z Bizancjum i Gruzji. Stanowili trzon ludności osiadłej Kaganatu chazarskiego obok plemion pochodzenia gockiego, kaukaskiego, ugrofińskiego i wschodniosłowiańskiego.
W źródłach staroruskich nazywano ich Jassy. Przyjęli chrześcijaństwo w greckiej liturgii, ale ok. 932 r. Chazarowie rozpoczęli wojnę, zmuszając Alanów do wyrzeczenia się prawosławia – spowodowało to odwet ze strony Bizancjum, cesarz Roman I Lekapen rozpoczął prześladowania Żydów bizantyjskich, powodując ich exodus do Chazarii. 

### Mongolska koalicja antyzachodnia

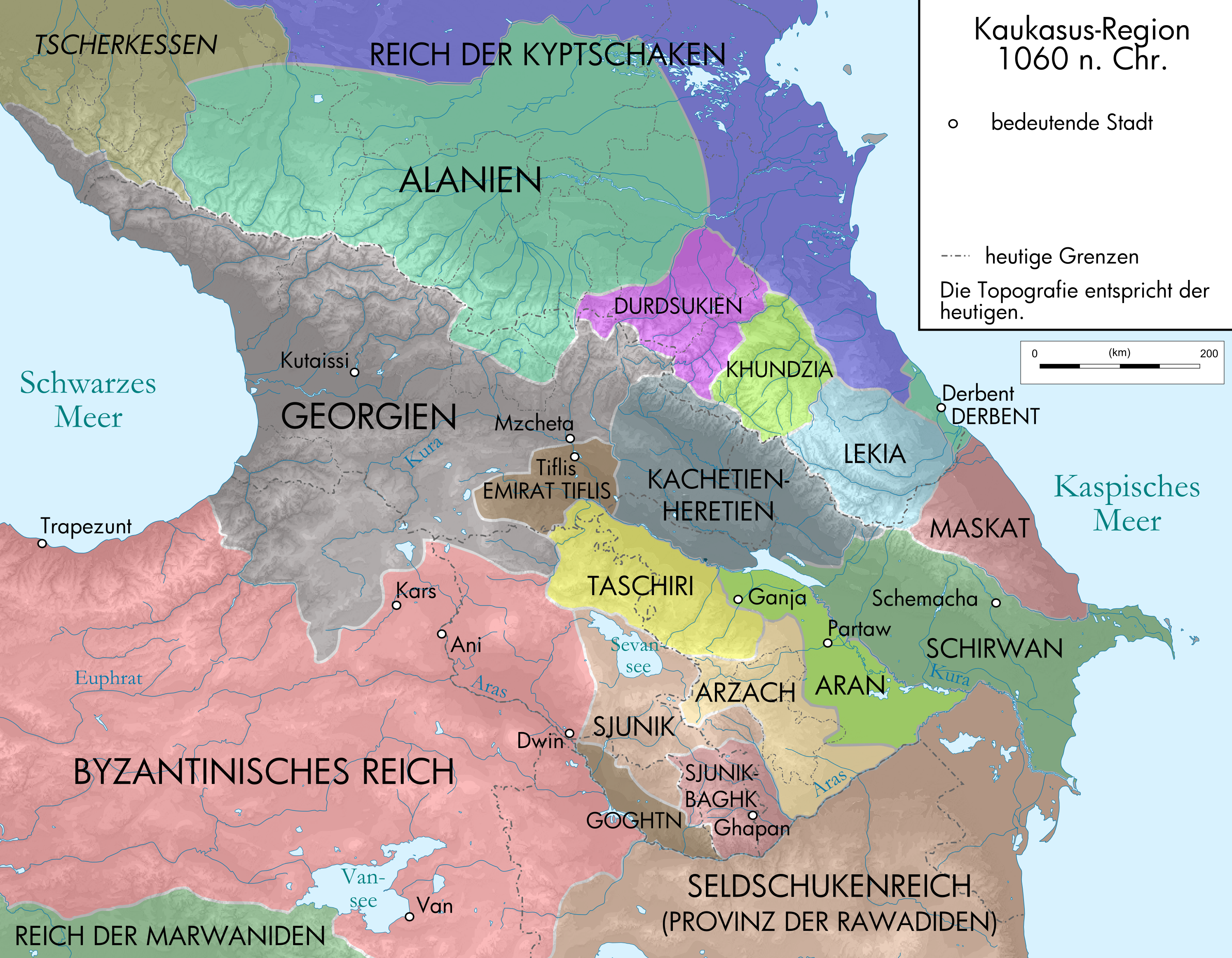
Kaukaska Alania ok. 1060 r.

W 1236 wojska mongolskie pod wodzą chana Möngkego rozbiły Alanów na Kubaniu. Od 1246 r. wielki chan Güjük, jednak nie cieszący się poparciem Mongołów, próbował szukać oparcia wśród prawosławnej ludności, w tym Alanów, szykując wyprawę na katolicką Europę. Wspomina o tym Raszid ad-Din piszący, iż Güjük zaprosił do siebie: kapłanów Szamu [Syrii], Rumu [Bizancjum], Osów [Alanów] i Rusi.

### Diaspora
Po 1271 r. kiedy Kubiłaj koronował się na cesarza nowej dynastii chińskiej Yuan ściągnął do Chin (w postaci posiłków od ilchana Abagi i chana Berkego) Alanów do walk z dynastią Song, w celu utrzymania porządku w Chinach monarchowie mongolscy musieli odtąd utrzymywać stałe garnizony wojsk składające się obok Rusów, Kipczaków i Mongołów właśnie z Alanów. Prawdopodobnie wtedy wyemigrowali częściowo do Chin, gdzie stanowili w XIV w. połowę tamtejszej ludności chrześcijańskiej. 
Inna część przeniosła się do Mołdawii, gdzie założyła miasto Jassy. Odepchnięci przez Mongołów jeszcze bardziej na zachód Jasowie uzyskali schronienie w Królestwie Węgier gdzie król Bela IV osiedlił ich w górach Matra. Aż do XVII w. posiadali dużą autonomię z własnym wojskiem i administracją. Współcześnie do jasyskiego pochodzenia przyznaje się ok. 105 tys. Węgrów, głównie w okolicach Jászberény.
Reszta Alanów trwała na Kaukazie i w 1338 r. Benedykt XII skierował do nich poselstwo z propozycją, aby przyłączyli się do Kościoła rzymskiego. Plany te przerwał najazd Tamerlana (Timura Chromego). Potomkami Alanów kaukaskich są Osetyjczycy.

## Etymologia
Według Wojciecha Skalmowskiego od irańskiego aryana „aryjski” ⇒ *allan ⇒ oset. allon/аллон, gr. Αλανοί, z regularnym przejściem ry ⇒ ll i późnym a ⇒ o przed nosówką.
Nazwa Asy (Asi/Asowie, Ασαιοι/Ασσαιοι Ptolemeusza) jest dawną nazwą i Alanów i Osetyńczyków (Alani sive Assi u Plano de Capini w 1245 r., Alani, qui ibi dicuntur Aas/Acias u Williama de Rubruquis z 1253 r.), obecnie oznaczająca w osetyńskim sąsiedzką Bałkarię i Bałkarów, sami Osetyńcy nazywają siebie współcześnie Ir, a swój język iron, jednak międzynarodowa nazwa Osetyńców pochodzi od gruzińskiego Osi/ოსი (obocznie obok współcześnie używanego Osebi/ოსები i starszego Oseti/ოსეთი), będącego wariacją nazwy Asi (inne to bułgarskie Uzi/Узи, węgierskie Jász, rosyjskie Ясы/Jasy → patrz: Jasowie)

Jedna z teorii pochodzenia nazwy Katalonia (kat. Catalunya) wywodzi ją od zbitki Goth-Alania, od samych Gotów wywodzono ją już wcześniej (Gothalania/Gothalandia), lecz jak stwierdza Witold Mańczak:

Pod względem rzeczowym etymologia ta nie może budzić zastrzeżeń, ponieważ historia zna sporo wypadków polegających na tym, że nazwa terytorium pochodzi od imienia zdobywców, którzy w końcu rozpłynęli się wśród ludności podbitej, przy czym - jeśli chodzi o kraje romańskie - przytoczyć można nazwę Francji pochodzącą od Franków, Normandii od Normanów, Burgundii od Burgundów czy Lombardii od Longobardów, nie mówiąc już o Andaluzji, której związek z Wandalami nie jest zupełnie pewny. Co natomiast przemawia przeciwko wywodzeniu nazwy Katalonii od imienia Gotów i Alanów, to trudności fonetyczne.